# Tsubasa Tokyo Révélations
Tsubasa Tokyo Révélation (ツバサ, TOKYO REVELATIONS) est le titre donné aux trois OAV (par l'équipe de CLAMP), basé sur la série Tsubasa -RESERVoir CHRoNiCLE-.

## Généralités
Si le rythme de la série Tsubasa pouvait paraître un peu lent et répétitif, ces OAV donnent à l'histoire une brusque poussée d'adrénaline. Beaucoup de secrets et de questions sont révélés, alors que la fin des deux saisons contentait peu le public. Les scènes sont également beaucoup plus violentes, les combats plus sanglants, sans toutefois trop s'approcher du sanguinolent excessif pouvant être aperçu dans certains animés. Les thèmes musicaux sont plus nombreux, et restent toujours aussi envoutants.

### Résumé de l'histoire
Nos amis Sakura, Shaolan, Fye, Kurogane et Mokona poursuivent leur voyage, comme à leur habitude mais des éléments supplémentaires devraient être dévoilés tels que le véritable objectif de Fei Wong Reed, ainsi que le mystère de l'œil droit de Shaolan.
Le rêve est terminé, un combat à mort commence !

## OAV
1. Le Message du magicien - OAV 1 : sortie le 16 novembre accompagnant l'achat de l'édition normal du tome 21 du manga.
2. L'Œil droit du garçon - OAV 2 : sortie le 17 janvier accompagnant l'achat de l'édition normal du tome 22 du manga.
3. Le Rêve de la princesse - OAV 3 : sortie le 17 mars accompagnant l'achat de l'édition normal du tome 23 du manga.

### Voix françaises
- Nicolas Beaucaire : Shaolan (Shaolan 2)
- Isabelle Volpé : Sakura, Kazuki et Mokana noir
- Frédéric Popovic : Fye
- Emmanuel Gradi : Kurogane
- Marie-Madeleine Burguet : Mokona et Karen
- Coco Noël : Yûko et Satsuki
- Patrick Noérie : Fei Wang Lead
- Jean-Marco Montalto : Kamui et Subaru
- Fabrice Lelyon : Fuma et Nataku
- Patrick Pellegrin : Kusanagi
- Gwenaëllle Julien : Xing Huo, Kakyo et Yuzuriha
- François Créton : Yuto

Version française
- Société de doublage : Studio de Saint Maur
- Direction d'artistique : Coco Noël
- Adaptation française : Stéphane Lharby

Source : Planète Jeunesse

## Autour des OAV

### Liens avec d'autres séries d'animation
Les connaiseurs de CLAMP reconnaîtront une autre de leurs œuvres dans l'univers que découvre le quatuor. Le Tokyo en ruine provient tout droit de X (manga), qui fut adapté en film, X-1999 (1996) puis en série animée (2001). CLAMP a l'habitude d'introduire dans Tsubasa des personnages appartenant déjà à d'autres manga (exemple : les deux principaux protagonistes, à savoir Sakura et Shaolan, viennent de Cardcaptor Sakura), et ces OAV ne dérogent pas à la règle. Ceux ayant lus les mangas ou vus la série et le film reconnaîtront sans trop de difficultés certains personnages de X.
Pour un résumé, X raconte l'histoire de Kamui, lycéen orphelin, se trouvant mêlé au combat qui décidera du sort du monde. Les principaux personnages appartiennent à différentes religions ou origines, et possèdent tous des pouvoirs surnaturels (la magie souvent présente dans le fantastique japonais), la plupart du temps liés à la nature. Dans ce Tokyo parallèle, s'affrontent ces hommes et ces femmes, les Dragons du Ciel et de la Terre, les six Sceaux et les six Anges. Les premiers cherchent à protéger l'humanité, les seconds à la détruire pour purifier la Terre. Kamui doit choisir son camp pour que l'avenir du monde soit décidé.
Dans Tokyo révélations, on découvre un monde semblable à celui visible dans les rêves prémonitoires de Hinoto, et à celui qu'on aperçoit à la fin du film. Toutefois, il ne s'agit pas du monde de X, car les personnages n'ont pas les mêmes identités, sinon le même nom. En entrant dans le Siège du Gouvernement, Shaolan se fait attaquer par Kamui et sa troupe. Quelques-uns peuvent être identifié comme Yuto Kigai, Kusanagi Shyiu, Satsuki Yatoji, Nataku et Kakyo Kuzuki. Seishiro Sakurazuka (personnage charismatique caractérisé par un œil borgne) n'est pas présent, car il possède déjà un rôle important dans Tsubasa (celui du Chasseur des Jumeaux Vampires et de maître en arts martiaux de Shaolan). Ces personnages sont les six Anges, ou Dragons de la Terre, dans l'univers de X, où ils sont les ennemis de Kamui, alors Dragon du Ciel, ou Sceau.
Les autres survivants de l'Apocalypse se sont réfugiés dans la Tour de Tokyo, lieu où le combat final de X se déroule. Ennemis des réfugiés du Siège du Gouvernement, Shaolan et Fye en rencontrent une petite unité pendant la chasse aux mutants. Ils sont menés par Fuma, l'adversaire de Kamui dans Tokyo révélations comme dans X, mais pour des raisons différentes. Fuma est reconnu à la fin des OAV comme le petit frère de Seichiro Sakurazuka, dont le rôle est décrit plus haut. Dans X, Fuma devient le lieder des Dragons de la Terre, alors qu'ici il est suivi par Sorata Arisugawa, Arashi Kishu (ces deux personnages reviennent régulièrement dans les différents univers de Tsubasa), Karen Kusumi, Seiichiro Aoki et Yuzuriha Nekoi. Ils constituent dans X le groupe des Dragons du Ciel. Subaru Sumeragi apparaît ici comme le frère de Kamui, et non plus un des Sceaux et adversaire de Seishiro Sakurazuka. Celui-ci les traque dans Tsubasa, car ils sont les Jumeaux Vampires qu'il désire retrouver.
Subaru Sumeragi est aussi un personnage de Tokyo Babylone, mettant également en scène Seishiro Sakurazuka et quelques autres personnages apparaissant dans X. Il s'agit d'une des premières œuvres collectives de CLAMP, qui fut adapté en OAV en 1994. L'histoire relatée dans ce manga pourrait être située environ sept ans avant les événements de X, qui apporterait ainsi une conclusion à l'antagonisme entre Subaru et Seishiro.
L'épee qu'invoque l'autre Shaolan et le sort de Foudre qu'il utilise sont des allusions à son homonyme de Cardcaptor Sakura.
Dans les ruines de Tokyo, Sakura aperçoit une fillette en tenue de collégienne. Il s'agirait encore d'une référence à Cardcaptor.